# Friedrich Maria Illert
Friedrich Wilhelm Josef Maria Illert, né le 3 juillet 1892 à Worms et mort le 26 juin 1966 dans la même ville, est un sociologue, archiviste, bibliothécaire et historien allemand.

## Biographie

### Avant la Seconde Guerre mondiale
Friedrich Maria Illert (dans la littérature aussi Friedrich M. Illert) est dirigeant et gérant (Direktor) des établissements culturels de Worms. Il soutient l'idée que « Worms est le centre de l'histoire européenne ».
Depuis les années 1930, en tant que directeur du musée municipal de Worms, il établit un atelier photographique précurseur de la section photographique des archives municipales de la ville. Déjà en 1952, il s'y trouve 50 000 films négatifs et c'est aujourd'hui le plus important fonds d'archives photographiques du Land de Rhénanie-Palatinat et même au-delà.
Son travail sous le régime Nazi est sujet à débat car il a essayé de tirer parti du nouveau régime pour son propre intérêt, par exemple en donnant à la fondation des « Neue städtischen Kulrurinstitute » (les nouveaux instituts culturels) un caractère idéologique, et lors de l'inauguration en 1934 en ne mentionnant pas son prédécesseur, Erich Gill, qui était partisan du National-conservatisme.
La légende des Nibelungen joue un rôle prépondérant dans la politique culturelle à Worms dont Illert est considéré comme un promoteur majeur à partir de 1933. C'est lui qui contribue à donner à Worms le titre touristique de « plus ancienne ville d'Allemagne ». Dès 1933, il a l'idée d'instaurer une « année Nibelungen » à Worms, subventionnée par l'État. Ses projets sont favorisés à partir du moment où il fait allégeance de façon explicite à la politique culturelle nazie.
Le 1er mai 1934, Illert propose au gouvernement d'instituer une fête nationale du Reich, « Nationalfeier des Reiches », sans aucun doute marquée par l'idéologie national-socialiste. Illert a aussi l'espoir que Worms soit la ville d'ouverture des jeux olympiques de 1936. Cependant le projet n'aboutit pas.
C'est à partir de la Nuit de Cristal que l'attitude d'Illert change complètement. La synagogue à Worms, la plus ancienne d'Allemagne, est brûlée et le musée fondé en 1924 est détruit, mais Illert réussit à sauver les archives de la commune datant du XVIe siècle saisies par la Gestapo en les cachant dans une des tours de la cathédrale jusqu'à la fin de la guerre. Illert sauve également du patrimoine architectural et des objets de culte juifs.
En 1945, vers la fin de la guerre, Worms subit d'un bombardement énorme qui cause 249 morts et entraîne la destruction de presque tous les monuments historiques dont beaucoup d'églises. Illert peut cependant préserver la plupart des biens culturels qui se trouvant dans les archives et musées de la ville en les transportant dans des dépôts en dehors du centre-ville en danger.

### Après la guerre
Après la guerre, Illert s'emploie à restaurer la culture juive à Worms, notamment par la reconstruction de la Synagogue détruite en 1938. Les travaux commencent en 1956 et se terminent en 1961. Cependant, il entre en conflit avec la Jewish Cultural Reconstruction, Inc. (en) au sujet du transfert du Mahzor de Worms à Jérusalem.
Pendant l'occupation française, Illert et Ludwig von Heyl (de) demandent à l'administration l'autorisation de fonder une association « Wiederaufbauwerk Worms ». Cette organisation travaille sous le nom « Aufbauverein » (association pour la reconstruction) jusqu'aux années 1990.
Comme directeur des Institutions culturelles de Worms, Illert initie entre juin et juillet 1945 la documentation photographique des considérables destructions de guerre du centre de la ville.
Son fils, Georg Anton Maria Illert (1925–1991) travaillait comme archéologue.
Friedrich Wilhelm Josef Maria Illert décède en 1966 à Worms ; lors de ses funérailles, toutes les cloches des églises de Worms (catholiques et protestantes) sonnent. Une rue à Worms-Leiselheim où il était Ortsvorsteher après la guerre porte son nom (Dr-Illert-Straße).

## Littérature
- Gerold Bönnen (de), Geschichte der Stadt Worms, deuxième édition, éditeur Konrad Theiss Verlag (de), Stuttgart, 2015,  (ISBN 978-3-8062-3158-8)
- Detlev Johannes, Bibliographie Friedrich Maria Illert. Dans: Der Wormsgau 5, 1961–1962, p. 9–30.